# Azbuka-Attikus
Grupul editorial „Azbuka-Attikus” (în rusă Азбука-Аттикус) este unul dintre cele mai mari grupuri editoriale de carte din Rusia. Potrivit evaluării realizate de Rossiiskaia knijnaia palata în 2016, grupul ocupa locul 5 după numărul de titluri de cărți tipărite în Federația Rusă. În anul 2011 cifra de afaceri a grupului a ajuns la aproape 45 milioane dolari. Principalele direcții editoriale sunt literatura clasică rusă și străină, ficțiunea modernă rusă și străină, literatura pentru copii, dicționare ilustrate și ghiduri de referință în domeniul istoriei și artei.
Ea a fost fondată în iunie 2008, după fuziunea editurii Azbuka cu grupul editorial Attikus-Publishing al antreprenorului rus Aleksandr Mamut, care conținea editurile Inostranka, KoLibri și Mahaon. În afară de A. Mamut, coproprietari au devenit Maksim Kriutcenko (fondatorul editurii Azbuka), Arkadii Bitruk (directorul general al Azbuka-Attikus până în 2012), Serghei Parhomenko (fostul director al Inostranka) și soția sa, Barbara Gornostaeva (fostul redactor-șef al Inostranka). De la momentul fondării și până la sfârșitul anului 2008 redactor-șef al grupului a fost Serghei Parhomenko, iar redactor-șef al editurilor Inostranka și KoLibri a fost Varvara Gornostaeva. Din 2008 redactor-șef a fost Alexei Gordin, iar din 2012 Aleksandr Jikarențev.
În 2011 compania franceză Lagardere Publishing (deținătoarea brandului Hachette) a achiziționat 25% din acțiunile grupului + 1 acțiune, cu posibilitatea de a cumpăra pachetul majoritar până în toamna anului 2014. În același timp, în anii 2011-2012 Aleksandr Mamut a cumpărat părțile deținute de toți acționarii minoritari și până la începutul anului 2013 ponderea sa în cadrul companiei a fost de 75% - 1 acțiune.
În componența grupului se află în prezent editurile „Azbuka”, „Inostranka”, „KoLibri” și „Mahaon”.
Volumul activității din ultimii ani, potrivit Rossiiskaia knijnaia palata:
| An   | Număr de cărți și broșuri          | Tiraj total (mii de exemplare)             |
| ---- | ---------------------------------- | ------------------------------------------ |
| 2016 | 2887                               | 16.432,5                                   |
| 2015 | 2274                               | 15.849,9                                   |
| 2014 | 2231                               | 16.964,8                                   |
| 2013 | 1744                               | 13.259,8                                   |
| 2012 | 1852                               | 15.244,3                                   |
| 2011 | 1496                               | 11.216,5                                   |
| 2010 | 1480 (860 — Atticus, 621 — Abc-Ul) | 14.913,2 (9875.2 — Atticus, 5038 — Abc-Ul) |